# Kapiteljska dvorana
Kapiteljska dvorana ali chapter house je stavba ali prostor, ki je del katedrale, samostanske ali kolegijske cerkve, v kateri se izvajajo večja srečanja duhovščine. Če se drži katedrale, je kapitelj (zborovanje duhovnikov ali redovnikov) v njej. V samostanih se pogosto sreča celotna skupnost, da bi slišali opata ali starejše menihe govoriti. Če se drži kolegijske cerkve, se dekan, prebendar in kanoniki dobivajo tam. Dvorano se lahko uporablja tudi za druge sestanke različnih vrst. V srednjem veku so imeli monarhi, na turneji po njihovem ozemlju, pogosto v njih svoje sestanke in avdience. Sinode, cerkvena sodišča in podobna srečanja so se prav tako odvijala v kapiteljski dvorani.

## Oblikovanje
Če je del samostana, se kapiteljska dvorana praviloma nahaja v vzhodnem krilu samostana, ki je poleg cerkve. Ker je bilo veliko katedral prvotno samostanov, je to tudi skupna ureditev. Drugje so lahko ločene zgradbi. Kapiteljska dvorana je velik prostor, ki je pogosto zelo okrašen. Značilno je, da so sedeži okoli dvorane pogosto vgrajeni v stene prostora, običajno so iz kamna, tako da je osrednji prostor odprt. Sedeži za vodilne člane so pogosto večji od drugih in so lahko dvignjeni na odru. Dvorana ima običajno samo ena vrata in čeprav je prostor dobro osvetljen, kjer lokacija to omogoča (okna so lahko zelo velika), pogled od zunaj (ali prisluškovanje) ni bilo možno. Velike kapiteljske dvorane imajo tudi predprostor za spremljevalce in tiste, ki čakajo, da se jih pokliče, kjer odprtost v križni hodnik ne zagotavlja takšnega prostora. Tam je pogosto kamin in včasih tudi oltarji, pogosto so jih dodali kasneje.
Veliko srednjeveških dvoran in s sredinskim kamnitim stebrom podprt obokan strop, kot se uporabljali za druge bolj velike prostore v samostanih z bogatim proračunom. Nekatere imajo zelo visoke strehe. Oblika dvorane je običajno zasnovana tako, da omogoča dobro slišnost za govorce iz vseh delov prostora. Lahko so pravokotne, angleška posebnost pa so osmerokotne ali skoraj okrogle, s katedralo Worcester, ki je najzgodnejša. Stolnice v Wellsu, Lichfieldu, Westminstrska opatija in opatija Lacock imajo en centralni steber, iz katerega se dviga visoka obokana streha. York Minster ima leseno streho in je brez centralnega stebra. Mnoge imajo zapletene arkadne klopi okrog stene, s kamnitim okrasjem na okvirjih. Angleške kapiteljske dvorane so bolj dodelane in zelo dekorirane za razliko od ostale Evrope, so praviloma osmerokotne oblike z ogromnimi okni z vitraži. Razen v Westminstrske opatije so bile vse slike izgubljene. Angleški model, s svojim poudarkom na izklesanih arkadah in velikih oknih, ni vplival na drugo arhitekturo v Evropi.
V Westminstrski kapiteljski dvorani, nasproti palače Westminster, je bila zasnovana za kraljeva srečanja, številne kraljeve odbore in je bila običajno mesto za sestanke House of Commons, v času vladavine Henrika VIII. Potem se je bila spremenjena v nacionalno arhivsko službo Združenega kraljestva, kar je zdaj urad za javne evidence (nacionalni arhiv)
V nekaterih romanskih in gotskih samostanih je vhod v kapiteljsko dvorano izdelan v fasadi z vrati, obdanimi z zelo dekoriranim timpanonom, še posebej, ko gre za ločeno zgradbo. Veliko dvoran ima rezbarije ali freske, tudi nekatere mojstrovine sakralne umetnosti, včasih tudi posvetne. Slike iz Arlanza, ki se sedaj širijo po muzejih v Španiji in Združenih državah Amerike, so prvotno krasile samostan San Pedro de Arlanza in vsebujejo ogromne drzne mitološke pošasti, in predstavljajo najboljše ohranjene romanske dekoracije. V sodobnih okoljih je lahko kapiteljska dvorana preprosta ali pa se uporablja navadna pisarniška sejna soba. Ko gre za ločeno zgradbo ima največkrat samo en glavni prostor.

## Zgodovina in uporaba
Skupnost menihov naj bi se sestala v kapiteljski dvorani z opatom na vsakodnevno jutranje zborovanje (za branje maš zdušnic in nekrologov, za odpravo napak, za dodeljevanje nalog za tisti dan in za svarila z nadrejenim in spet za večerno zborovanje ali branje pred večerno molitvijo. Prvo srečanje je potekalo v dopoldanskem času, po cerkveni službi Prime ali Terce. Menihi so lahko sedeli vzdolž sten v strogem starostnem redu, poleg nosilcev funkcij. 
Karolinški načrt St Gall (ok. 820) je načrt za idealen samostan 9. stoletja, z veliko različnimi zgradbami in prostori, vendar ni nihče določil namenske funkcije kapiteljske dvorane, niti je ni omenil Sv. Benedikt. Je pa kapiteljska dvorana omenjena v postopkih Aachenskega Sveta iz leta 816. Cerkev ali samostan sta lahko uporabljala za vsa srečanja v zgodnejših samostanih refektorij (jedilnica). Po letu 1000 je tak prostor postal normalen v velikih samostanskih ustanovah. Vzhodno od samostana, kjer se je običajno nahajala kapiteljska dvorana, je bila ta najprej zgrajena; ali kmalu zatem, ko so zgradili cerkvene zidove.

## Primeri
Pomembni primeri arhitekture in umetnosti kapiteljskih dvoran so:
- Samostan Santa María de Sigena, Španija, iz katerega so zelo pomembne romanske freske sedaj v Museu Nacional d'Art de Catalunya v Barceloni
- Katedrala Elgin - osmerokotna, neobičajna za Škotsko
- Cistercianska opatija v Wąchock, romanika na Polskem
- Westminstrska opatija
- Stolnica v Exetru
- Stolnica v Lincolnu najzgodnejši angleški osmerokotni prizidek
- Stolnica v Salisburyju
- Southwell Minster, s čudovitimi klesanimi kapiteli
- Samostan Fontevraud, Francija, Plantagenet osnova, veliki in nizki oboki
- Španska kapela v dominikanski baziliki Santa Maria Novella v Firencah, s pomembnimi freskami
- Stolnica v Yorku osmerokotna, pozna gotika
- Samostan reda Kristusovega v Tomarju
- Kapela Pazzijev v frančiškanski baziliki sv. Križa v Firencah, ki je ključna stavba zgodnje renesančne arhitekture
- Stolnica v Toledu, 16. stoletje ali kasnejše, S pomembnimi freskami

Neverska uporaba okrogle dvorane v slogu kapiteljske dvorane je:
- Library of Parliament, Kanadski parlament

## Galerija
- Francoska romanska kapiteljska dvorana sedaj preseljena v muzej Cloisters v New York
- Muzejska postavitev romanske freske iz samostana Santa María de Sigena
- Katedrala Wells
- Kraljeva opatija Fontevraud Abbey
- Vhod v Fontevraud Abbey
- Nekdanja kapiteljska dvorana, sedaj Španska kapela, v baziliki Santa Maria Novella v Firencah
- Westminstrska opatija
- Katedrala v Salisburyju iz stolpa, s križnim hodnikom na desni
- Zunanjost kapele Pazzi
- Notranjost kapele Pazzi
- Katedrala v Segovii
- Katedrala v Pamploni
- Sodobna sejna soba - kapiteljska dvorana v katedrali Guildford